# ناکاهارا چیکایوشی
ناکاهارا چیکایوشی (به ژاپنی: 中原 親能 Nakahara no Chikayoshi)؛ ۱۱۴۳ – ۲۵ ژانویه ۱۲۰۹ (سن ۶۶))، کوگیو، دوره هی‌آن سیاستمدار اهل ژاپن بود. او یکی از اعضای سیستم شورای ۱۳ نفره بود.
برای سرکوب دیکتاتوری جانشین میناموتو نو یوریتومو، میناموتو نو یوری‌ایه، که دومین شوگون شد، یک سیستم رهبری به نام سیستم شورای ۱۳ نفره ایجاد شد و ناکاهارا چیکایوشی به عنوان عضو شرکت کرد. در همین حال، سانمان (مرگ ۱۱۹۹ میلادی) دومین دختر میناموتو نو یوریتومو و هوجو ماساکو، که ندیمه و پرستار او همسر ناکاهارا چیکایوشی بود، در سن ۱۴ سالگی، حدود پنج ماه و نیم پس از مرگ میناموتو نو یوریتومو، درگذشت. وقتی ناکاهارا چیکایوشی خبر مرگ او را شنید، فوراً از کیوتو به کاماکورا آمد، وارد کاهنیت شد و نام «جاکونین» را برگزید.
ممکن است دلیل اینکه ناکاهارا چیکایوشی دست به چنین اقدامی زد بیان این واقعیت باشد که او سانمان را به گونه ای دوست داشت که گویی فرزند خودش است و میناموتو نو یوریتومو را بسیار تحسین می‌کرد. پس از آن، گفته می‌شود که سانمان در معبدی در کامگایا، جایی که عمارت کاماکورای ناکاهارا چیکایوشی در آن قرار داشت، به خاک سپرده شد.